# 明神電車

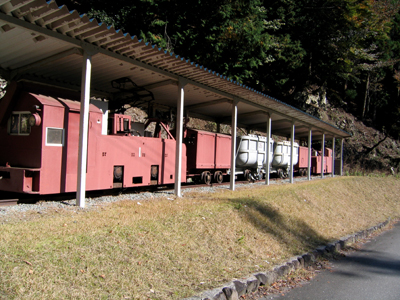
廃線後の保存車両

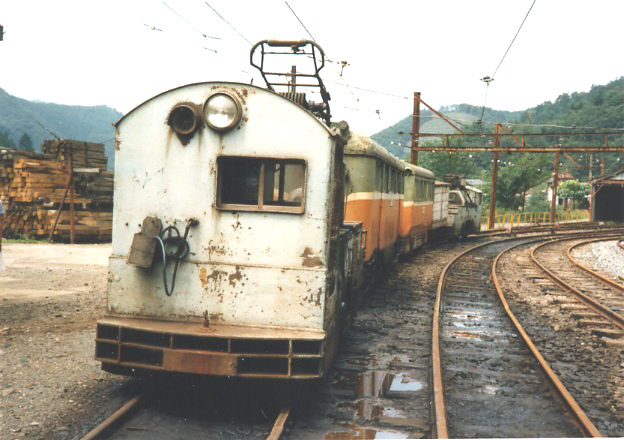
明神電車（一円電車）
（1980年8月撮影）

明神電車（めいしんでんしゃ）は、かつて兵庫県養父郡大屋町（現在の養父市）・朝来郡朝来町（現在の朝来市）の明延鉱山にあった鉱山用軌道である。明延（あけのべ）と神子畑（みこばた）を結ぶことからその名がついた。

## 概要
鉱石の輸送を目的に敷設された。本来は神子畑 - 新井（国鉄播但線）間の下部軌道とワンセットの上部軌道に位置づけられていたが、道路整備で下部軌道は早期（1957年〈昭和32〉）に廃止され、上部軌道に当たるこちらのみが残された。
当初は明延から養父駅（国鉄山陰本線）へ向かう軽便鉄道が計画されたが予定線の沿線住民の反対により、神子畑からのルートとなった。
1912年（明治45年/大正元年）の明延 - 神子畑間の索道（延長 5.75キロメートル）設置に始まり、1918年（大正7年）には輸送力増強のために軌道の敷設が計画され、途中に立ちはだかる山々を貫通する3本のトンネルの掘削工事が開始されたが、難工事のために翌年一旦中断された。
その後1927年（昭和2年）に工事が再開され、1929年（昭和4年）に最大の難工事となった明神第三隧道（延長 3,937メートル）の工事が完成し、同年4月より坑内軌道で使用されていた4トン級電気機関車と1トン積鉱車による鉱石輸送が開始された。
さらに、戦時体制下にあって戦略物資としての錫鉱石の重要度が増大した1941年（昭和16年）には軌間の変更（改軌）が行われた。これにより、坑内軌道と同じ 500ミリメートル軌間から 762ミリメートル軌間へ拡幅され、輸送力の大幅な強化が実現した。
昭和末期、プラザ合意以降の急激な円高の進行で錫鉱山としての国際競争力が低下し、明延鉱山が1987年（昭和62年）に閉山となったことに伴い、明神電車も廃線となった。

### 一円電車
鉱石列車のほかに、鉱山関係者の便宜を図って人車（客車）も1945年（昭和20年）から運行された。この時、当初は運賃無料であったのが、1949年（昭和24年）から50銭、1952年（昭和27年）から関係者は1円、部外者は10円を徴収するようになり、その後、部外者も1円に値下げしてからは1985年（昭和60年）10月の人員輸送廃止まで変わらなかった。「一円電車」と呼ばれる所以はここにある。
なお、登山客へも10円の料金を徴収して開放していた事があり、その後は関係者かどうかに関係なく運賃を1円に統一した。しかし、1960年代にマスコミで「運賃が1円」ということが取り上げられた結果、興味本位の部外者の乗車が増え、その中には運行を妨害するような者も少なからずいたことから、業務に支障が出るという本末転倒の事態になり、部外者の乗車を禁止せざるを得なくなった（しかし、その後も関係者の判断で乗車できることもあった）。

## 施設と車両
明神電車は全長約 6キロメートルでほとんどがトンネル区間となっており、軌間 762ミリメートル・直流 550ボルト電化であった。
なお、その歴史的経緯から坑道内の 500ミリメートル軌間を採用した軌道と敷地を共用していた区間が一部にあり、ここは三線軌条となっていた。500ミリメートル軌間の区間には非電化と電化の区間が両方あり、バッテリー式機関車と電気機関車が併用されていた。
鉱山鉄道としては重軌条化、プッシュプル方式の電気機関車の無線操縦による総括制御など、合理化と輸送力強化がキャパシティの限界まで徹底されていた。
その一方で、自社工場製の電動客車（白銀・赤金）や客車（くろがね・わかば・あおば）による人員輸送も、代替交通機関が存在しなかった事から最後まで継続した。

## 廃線後
多くの電気機関車・客車・バッテリーカーなどは、養父市立あけのべ自然学校に車両が保存されているほか、一部は、集落の南谷郵便局前にも保存されている。2010年10月からは、毎月第1日曜日に動態保存が行われることが報じられた。その後、養父市立あけのべ自然学校でバッテリートロッコの運転が実施されたが、枕木の老朽化等により2011年7月以降は運行を休止していた。地元の養父市では2015年夏までに枕木の交換を完了させ、車両の動態保存を進めるNPO法人が、完了次第トロッコの運転を再開し、将来の「一円電車」動態運行をめざしていた。
その後、近隣にあけのべ一円電車ひろばが完成し、2024年現在でも日曜日やゴールデンウィークに一円電車が運行されている。
一部の車両（機関車・客車・貨車）は、道の駅あさご内に展示されている。道の駅あさご・フレッシュあさご・但馬のまほろばで、一円電車のペーパークラフトや道の駅訪問記念きっぷの裏面デザインに、一円電車を印刷されたものも販売された。
また朝来市内にある明延鉱山神子畑選鉱所跡は史跡公園に整備され、一部、公園内にレール等が保存されており、史跡公園 - 道の駅あさご間に、橋梁跡やトンネル、廃線跡などの遺構が残っている。道の駅あさご - フレッシュあさご間の国道312号線沿いには、明神鉄道で使われていた鋳鉄橋が保存されている。